# Otocepheidae
Otocepheidae zijn  een familie van mijten. Bij de familie zijn 43 geslachten met circa 410 soorten ingedeeld.